# Gina Raimondo
Gina Marie Raimondo, född 17 maj 1971 i Smithfield, Rhode Island, är en amerikansk demokratisk politiker och riskkapitalist. Mellan mars 2021 och januari 2025 var hon USA:s handelsminister. Hon var Rhode Islands guvernör från 2015 till början av 2021.
Gina Raimondo besegrade republikanen Allan Fung i guvernörsvalet i Rhode Island 2014.
Raimondo var den första kvinnliga guvernören i Rhode Island.
Hon godkändes i mars 2021 av senaten som handelsminister i Joe Bidens regering.
I november 2001 gifte sig Raimondo med Andrew Kind Moffit. Paret har två barn.